# Cleidion lasiophyllum
Cleidion lasiophyllum är en törelväxtart som beskrevs av Ferdinand Albin Pax och Käthe Hoffmann. Cleidion lasiophyllum ingår i släktet Cleidion och familjen törelväxter. Inga underarter finns listade i Catalogue of Life.